# Động vật ăn phấn hoa

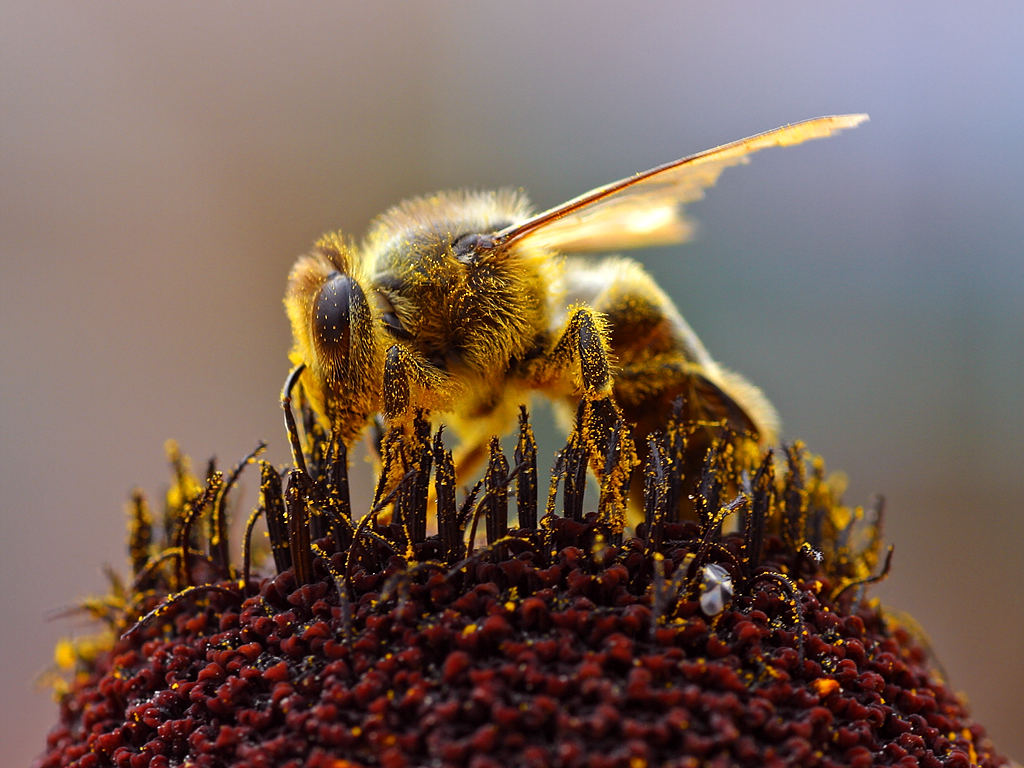
Một con ong mật đang ăn phấn hoa

Động vật ăn phấn hoa (Palynivore) là một loài động vật tiêu thụ thực vật (động vật ăn cỏ) mà có hình thành việc chọn lọc chế độ ăn chỉ bằng phấn hoa giàu chất dinh dưỡng được tạo ra bằng thực vật hạt kín và cây hạt trần. Các loài palynivore đúng nhất là côn trùng hoặc nhện, các loại động vật đặc trưng gồm những con ong, đặc biệt là ong mật và một vài loại khác nhau của ong bắp cày.
Phấn hoa thực chất là những tế bào sinh sản giống đực của các loài hoa, là sản phẩm tự nhiên được con ong chăm chỉ thu lượm từ nhụy hoa, có giá trị dinh dưỡng rất cao, thậm chí còn hơn cả các thực phẩm như sữa, trứng. Thành phần của phấn hoa rất phức tạp, phụ thuộc vào nhiều yếu tố như chủng loại phấn, điều kiện địa lý, khí hậu, trong đó có chứa chừng 12-20% nước, 20-25% protein, 13% amino acid, 25-48% carbon hydrat, 1-20% lipid, 27 loại chất khoáng như K, Ca, Na, P, Mg, S, Cu, Fe, Zn, Mn, Ti, Ni, Si, Cl... và 11 loại vitamin như B1, B2, B3, B6, C, A, D, E, P, K... Ngoài ra, trong phấn hoa còn có khá nhiều loại men và các chất có hoạt tính sinh học.